# Sensible Soccer International Edition
Sensible Soccer International Edition também conhecido pelos títulos alternativos de International Sensible Soccer World Champions e Sensible Soccer International Edition v1.2 é um jogo eletrônico esportivo de futebol, lançado em 1994 (somente na Europa) para Super Nintendo, Mega Drive, MS-DOS, Atari ST, Amiga e Amiga CD32; e no ano seguinte (apenas nos Estados Unidos) para Atari Jaguar.